# Greening Earth Society
Die Greening Earth Society war eine von der US-Kohleindustrie gegründete, Astroturfing betreibende PR-Organisation, die die negativen Folgen des Klimawandels bestritt und stattdessen versuchte, den menschengemachten Klimawandel als positive, begrüßenswerte Entwicklung darzustellen. Kernargument der von der Kohleindustrie als „Bildungseinrichtung“ dargestellten Organisation war die Behauptung, dass der erhöhte Kohlenstoffdioxidausstoß zu einer Ergrünung der Erde sowie der Steigerung von Ernteerträgen führen würde. Überbringer der Botschaften waren mehrere von der Kohlebranche angeheuerte, in der Klimaleugnerszene aktive Wissenschaftler. In der wissenschaftlichen Literatur werden die Aktivitäten der Greening Earth Society als Greenwashing beschrieben.

## Vorgeschichte
1991, im Vorfeld der auch als „Erd-Gipfel“ bezeichneten Rio-Konferenz 1992, beschloss die Western Fuels Association, ihre Wirtschaftsinteressen zu verteidigen, indem sie die wissenschaftlichen Erkenntnisse zur globalen Erwärmung angriff. Bei der Western Fuels Association handelte es sich um eine Lobbyorganisation, die Unternehmen der Kohlebranche im Westen der USA vertritt und häufig geplante Klimaschutzmaßnahmen in Zweifel zog und sich gegen Regulierung der Kohleindustrie positionierte. In einem Jahresbericht beschrieb die Western Fuels Association die ergriffenen Maßnahmen: 

„Als die Klimadebatte im Sommer 1988 in Gang kam, gelangte die Western Fuels Association zu der Ansicht, daß es wichtig ist, Stellung zu beziehen. ... Es wurden Klimaforscher angesprochen, die der anscheinend allgemein anerkannten Möglichkeit einer Klimaveränderung weitgehend kritisch gegenüberstehen. Zu ihnen gehörten [Pat] Michaels, Robert Balling von der Arizona State University und S. Fred Singer von der University of Virginia. ... Western Fuels wandte sich an Pat Michaels mit der Bitte um eine vierteljährliche Veröffentlichung, die dem Leser einen kritischen Einblick in die Kontroverse um den Klimawandel und den Treibhauseffekt gewähren solle. ... Western Fuels vereinbarte mit ihm, die Publikationen und den Vertrieb des Magazins World Climate Review zu finanzieren.“

Für das weitere Vorantreiben der Kampagne gründete sie zwei Organisationen: Das Information Council on the Environment (ICE) und die Greening Earth Society. Das Ziel des ICE bestand darin, eine landesweite Kommunikations- und PR-Kampagne zu entwickeln, die die Klimaforschung untergraben und die Klima- und Energiepolitik der US-Regierung in ihrem Sinn beeinflussen sollte. Das ICE legte dabei u. a. mit seinen auf Marktforschung basierenden Kommunikationsstrategien die Grundlage für die heute betriebenen großflächigen Klimawandelleugnungsaktivitäten. Kernanliegen des ICE war es, die globale Erwärmung zur Theorie umzudeuten (nicht Fakt) und alternative Fakten bereitzustellen, die die Annahme unterfüttern, dass die globale Erwärmung positiv sei. Hierfür griff die Industrie bewusst auf Wissenschaftler als Überbringer der Botschaften zurück, da man sich von diesen, obwohl sie vielfach keine Klimaexperten waren, eine größere Glaubwürdigkeit erhoffte als von Angestellten der Kohlebranche, die in der Öffentlichkeit keine große Glaubwürdigkeit hinsichtlich Umweltfragen genossen. Ein wichtiger Teil in der ICE-Kampagne war es, den Eindruck zu erwecken, dass es eine wissenschaftliche Debatte hinsichtlich der globalen Erwärmung gebe. Tatsächlich behaupteten die drei Wissenschaftler, die sich besonders in der ICE-Kampagne engagierten – Patrick J. Michaels, Robert Balling und Sherwood Idso –, dass niemand wirklich wisse, ob die globale Erwärmung überhaupt ein Problem sei. Damit bereiteten sie den argumentativen Boden für das nächste, dann von der Greening Earth Society vorgebrachte Narrativ, nämlich die Behauptung, dass die globale Erwärmung tatsächlich etwas Gutes sei.

## Gründung
Gegründet wurde die Greening Earth Society 1992. Die Greening Earth Society war damit eine der ersten Frontgruppen der Kohleindustrie, die die Klimawandelleugnung förderten. Konzeptioniert war sie wie viele andere Frontgruppen der fossilen Energiebranche als Astroturfing-Organisation, also als Fake-Graswurzelbewegung, bei der die Bürger durch Wahl eines irreführenden Namens über Urheber und Absichten getäuscht werden. Solche Astroturfing-Organisationen, die bei Umweltthemen häufig von Industrieunternehmen genutzt werden, um ihre politischen Ziele durchzusetzen, nutzen häufig euphemistische Namen, die den Eindruck vermitteln, dass sie sich für Umweltbelange wie Klimaschutz einsetzen, während zugleich ihre Finanzierung durch die Industrie verschleiert wird. Tatsächlich aber attackieren sie häufig echte Umweltschutzorganisationen, mit denen sie verwechselt werden können, womit sie die öffentliche Meinung hinsichtlich Klimaschutz wegbewegen können vom tatsächlichen wissenschaftlichen Forschungsstand.
Nachdem die Greening Earth Society bereits seit 1992 bestanden hatte, gründete sie sich 1998 erneut und stellte sich als Organisation dar, die sich einem „positiven Umweltdenken“ verschrieben hat. Gleichzeitig warf sie anderen vor, Falschinformationen zu verbreiten. Die Greening Earth Society teilte sich dabei E-Mail-Adresse und Faxnummer mit Americans for Balanced Energy Choices (ABEC), einer gut finanzierten Nachfolgeorganisation der von der Kohleindustrie betriebenen Frontgruppe Center for Energy and Economic Development, deren Ziel es war, eine Unterstützung von Graswurzelbewegungen für Kohle als Energieträger zu schaffen und gegen Umweltschutzbestimmungen zu lobbyieren. Dabei stand ABEC ein Budget von 35 Mio. Dollar für die Bekämpfung von Klimaschutzpolitik zur Verfügung, dessen Herkunft nicht offen gelegt wurde und das sie schließlich 2008 in die Nachfolgeorganisation American Coalition for Clean Coal Electricity einbrachte.

## Wirken

Keeling-Kurve: Anstieg der Kohlendioxid-Konzentration in der Erdatmosphäre seit 1958

Gestützt auf mehrere Klimaleugner wie Patrick J. Michaels begann die Greening Earth Society eine ausgeklügelte Desinformationskampagne, bei der sie behauptete, dass erhöhte Kohlendioxidwerte in der Erdatmosphäre nicht schädlich seien, sondern Vorteile brächten.

### VideoThe Greening of Planet Earth
Diese Kampagne beruhte u. a. auf einem halbstündigen Video mit Titel The Greening of Planet Earth, in dem eine Gruppe von Wissenschaftlern, die später dafür bekannt wurden, im Auftrag der fossilen Energiebranche die Klimaforschung anzugreifen, behauptete, dass die Erde mit vermehrtem CO2-Ausstoß fruchtbarer und grüner werde. Das Video, das Hoggan und Littlemore als „Liebeserklärung an CO2“ charakterisieren, wurde online für eine kleine, von der Steuer absetzbare Spende vertrieben, gleichzeitig aber kostenlos an Hunderte öffentliche Büchereien und Universitätsbibliotheken weitergegeben. Dabei wurde es oft unhinterfragt und mit der von der Western Fuels Association mitgelieferten Beschreibung in den Bestand aufgenommen, wonach es sich um einen „aufschlussreichen Dokumentarfilm“ handele, „der eines der am meisten missverstandenen Umweltphänomene der 1980er Jahre beleuchtet“.
Als Sprecher in dem Video fungiert Sherwood Idso, dessen Publikationen von der Kohleindustrie, die auch das Video finanzierte, in großem Stil vertrieben wurden. Interviewt wurde neben mehreren Botanikern und Agronomen unter anderem Richard Lindzen. Inhaltlich wird darin gemäß Ross Gelbspan 

„in fast missionarischem Ton ein neues Zeitalter beschworen, das uns mit einer Verdoppelung des CO2-Gehalts der Atmosphäre eine blühende Landwirtschaft mit überreichen Ernten bescheren soll. Es zeigt Botaniker, die einen Anstieg der Erträge an Sojabohnen, Baumwolle, Weizen, und anderen Feldfrüchten um 30-60 % voraussagen – genug, um die wachsende Weltbevölkerung mit Nahrung und Kleidung versorgen. Es zeigt eine Welt, in der weite Wüstengebiete in fruchtbares Ackerland verwandelt, heutige Steppengebiete mit neuer Baum- und Strauchvegetation überzogen und die heute schrumpfenden Wälder wieder nachgewachsen sind – all dies, weil der gestiegene Kohlendioxidanteil der Atmosphäre für die Pflanzen zusätzlichen ‚Dünger‘ darstelle.“

Inhaltlich basierte das Video auf den Arbeiten von Idso, der skeptisch bezüglich Klimamodellen war und 1980 ein Paper publiziert hatte, in dem er die These äußerte, dass Klimamodelle den Erwärmungseffekt von Kohlenstoffdioxid um Faktor 10 übertrieben. Diese These wurde von Klimaforschern zurückgewiesen; später ergaben weitere Forschungen, dass Idsos Annahme gegen den Ersten Hauptsatz der Thermodynamik verstieß. Später bezweifelte er auch die Verstärkung von Hurrikans durch die Erwärmung der Meere, bevor er dann Anfang der 1990er Jahre verbreitete, dass die Erde durch mehr CO2-Ausstoß grüner würde. Kern des Argumentes war, dass, weil Pflanzen CO2 aufnehmen, eine höhere CO2-Konzentration in der Erdatmosphäre als Dünger wirken könne, die die Produktionsleistung von Pflanzen steigen lassen könnte. Damit enthielt die von Idso und der Greening Earth Society verbreitete Theorie durchaus ein Körnchen Wahrheit, denn tatsächlich hatten Laborexperimente einen solchen Effekt gezeigt. Jedoch waren fast all diese Experimente im Labor oder Gewächshäusern unter kontrollierten Bedingungen abgehalten worden, in der alle anderen Wachstumsbedingungen für Pflanzen wie Licht, Wärme, Wasser und Pflanzennährstoffe in ausreichender Menge vorhanden waren. Damit CO2 tatsächlich zu einem Ertragszuwachs führen kann, muss jedoch CO2 der limitierende Faktor sein. Das ist in der Natur aber praktisch nicht der Fall. Dort sind meist Wärme, Wasser, Licht oder Konkurrenz durch andere Arten der limitierende Faktor. Zugleich sind Pflanzen neben ausreichend Wasser auf eine bestimmte Temperaturspanne angewiesen, um gedeihen zu können. Jedoch bringt der Klimawandel den globalen Wasserkreislauf durcheinander, was zu stärkeren Dürren und Überschwemmungen führt, und verstärkt auch Hitzewellen, die das Pflanzenwachstum durch Hitzestress verringern. Ebenfalls nicht berücksichtigt wurden weitere negative Effekte wie möglicher stärkerer Insektenbefall von Pflanzen, da sich Insekten mit höheren Temperaturen stärker ausbreiten können, sowie die ggf. sinkende Robustheit von Nutzpflanzen unter höheren CO2-Konzentrationen.
Das Video wurde sowohl in Washington als auch Hauptstädten von OPEC-Staaten vielfach gezeigt und soll das Lieblingsvideo des damaligen Stabschefs der Bush-Regierung, John Sununu, gewesen sein. Sununu soll es ebenfalls zahlreichen Personen vorgeführt haben.

### Weitere Aktivitäten
Ab Mitte der 1990er Jahre gab die Greening Earth Society zahlreiche Berichte und Flugblätter und Pressemitteilungen heraus, in denen es darum ging, auf den Düngeeffekt von CO2 hinzuweisen. Dabei ging es der Organisation jedoch nicht darum, die Forschung zu diesem Thema voranzubringen, sondern nur darum, die öffentliche Meinung in ihrem Sinne zu beeinflussen und den politischen Willen zur Begrenzung der Treibhausgasemissionen zu verringern.
Die Greening Earth Society finanzierte ebenfalls das von Patrick Michaels herausgegebene World Climate Review, das später durch den ebenfalls von Michaels betriebenen Blog World Climate Report ersetzt wurde.

### Langzeitwirkung
Obwohl die Videos der Greening Earth Society widerlegt wurden und die Aussagen der Organisation im Hinblick auf den Klimawandel als grob irreführend eingeordnet werden, wird die auf die Greening Earth Society zurückgehende Aussage, dass Kohlenstoffdioxid „ein grundlegender Nährstoff für alles Leben auf der Erde“ sei, der die Ernteerträge steigert und der Umwelt nutzt, noch Mitte der 2020er Jahre genutzt, um damit gegen die Notwendigkeit von Klimaschutz zu argumentieren.

## Personal

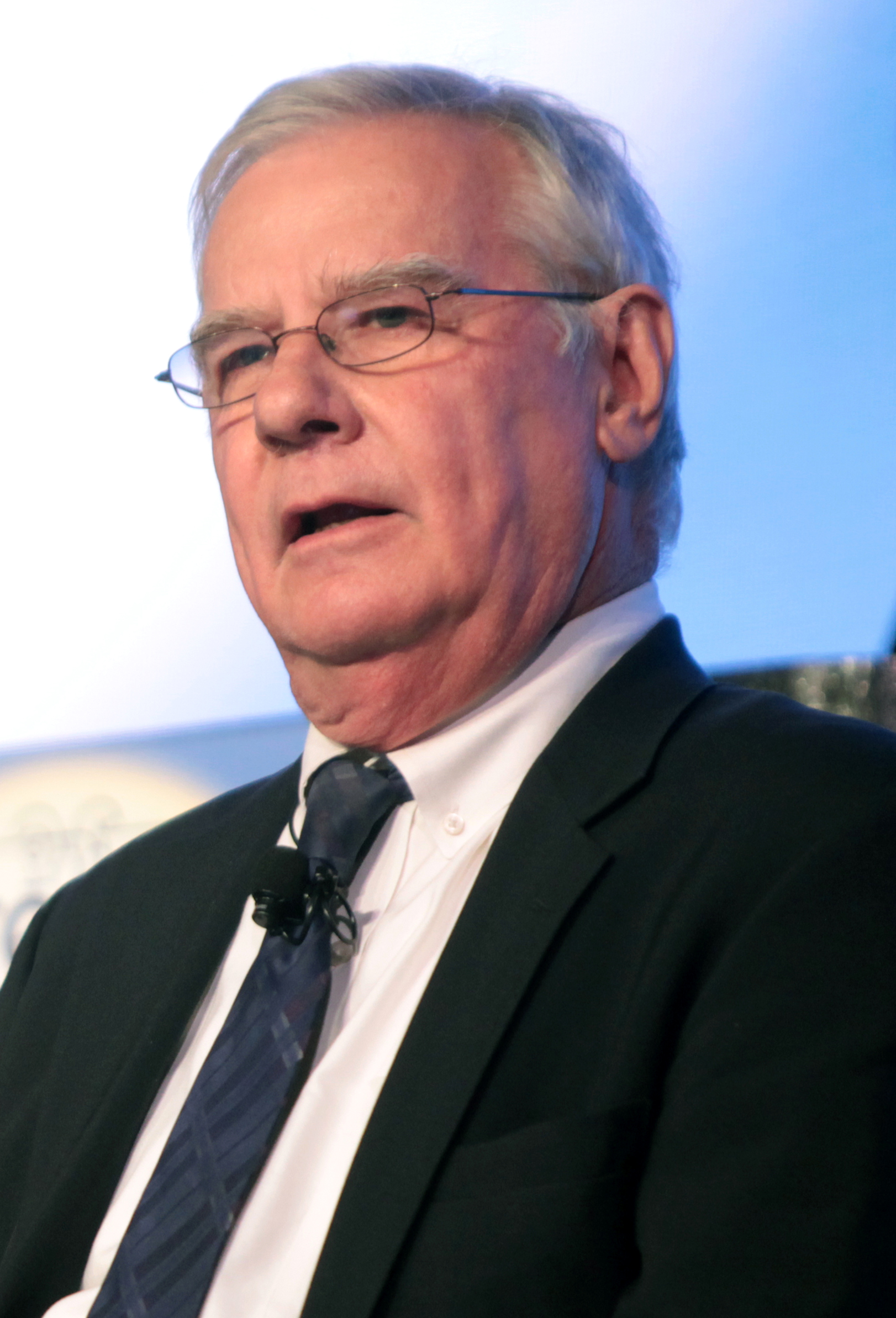
Patrick J. Michaels war eine Schlüsselfigur der Greening Earth Society

Treibende Persönlichkeit war Fred Palmer, CEO der Western Fuels Association. Palmer wurde Gründungsdirektor und Geschäftsführer der Greening Earth Society, war daneben aber auch in verschiedenen Interessenorganisationen der Wirtschaft engagiert. Unter anderem war er in der Global Climate Coalition aktiv, die insbesondere fossile Energieunternehmen vertrat, im Center for Energy, das Kohleproduzenten repräsentierte, der National Mining Organization und dem Freie-Markt-Think-Tank Center for the New West. Später war er auch für Peabody Energy tätig und fungierte von 2010 bis 2012 als CEO der World Coal Association (heute: FutureCoal). Seine Einstellung zu fossilen Energien erklärte Palmer mit seinem christlichen Glauben. Fossile Energien seien „mit die größten Geschenke Gottes an die Menschheit“. Sie weniger stark zu nutzen oder gar damit aufzuhören, sei wie einem von Gott geschenktem Gaul ins Maul zu schauen.
Der wissenschaftliche Beirat bestand aus Personen, die dafür bekannt waren, Belege für den menschengemachten Klimawandel in Frage zu stellen, seine Folgen kleinzureden oder Politiker und Aktivisten anzugreifen, die sich für Umweltschutzbelange einsetzten. Beiratsmitglieder waren:
- Sallie Baliunas
- Robert C. Balling, Jr.
- Patrick J. Michaels
- Willie Soon
- Sylvan H. Wittwer
- David E. Wojick
- Mark P. Mills